# Gatumagiker

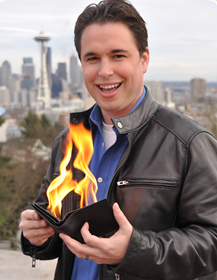
En gatumagiker i Seattle.

Gatumagiker, illusionist som, oftast utan ersättning, utför sina trick på gatan för att underhålla och träna sina konster. Genren uppstod under 1990-talet efter att amerikansk TV lanserade en show med magikern David Blaine. Showens format skapades främst av programmets kreativa konsult Paul Harris, en legendarisk innovatör inom främst genren close-up.
Efter Blaines framgångar har flera andra gjort shower på samma tema, som till exempel Cyril Takayama, Criss Angel.
Ordet "gatumagi" i den här kontexten har väldigt lite gemensamt med det mycket äldre fenomenet med samma namn; gatumagi, alt. Street Performance. Skillnaderna är många. Gatumagiker av den äldre skolan gör föreställningar på trottoarer och torg med en början, en mitt och ett slut varefter publiken uppmanas att lägga en slant i hatten om de gillade vad de såg. Kända gatuartister som använder sig av magi är Gazzo, Nick Nickolas och den numera avlidne Jim Cellini i USA.